# أوجو فيرانتي
أوجو فيرانتي (بالإيطالية: Ugo Ferrante)‏ (مواليد 18 يوليو 1945) هو لاعب كرة قدم. يلعب مع منتخب إيطاليا لكرة القدم. سبق له أن لعب في كأس العالم لكرة القدم مع منتخب بلاده.

## مسيرته الكروية
لعب أوجو فيرانتي خلال مسيرته الاحترافية مع ناديين في ثلاثة عشر موسمًا وسجل خلالها 7 أهداف ضمن 263 مباراة. حيث فاز في موسم واحد بالكأس وفي موسم واحد بالدوري.
خاض أوجو فيرانتي مسيرته مع نادي فيورنتينا في موسم 1963–64 ليلعب معه تسعة مواسم، مشاركًا في 179 مباراة سجل خلالها 6 أهداف. ثم انتقل إلى نادي فيتشينزا في موسم 1972–73 ليلعب معه أربعة مواسم، حيث شارك في 84 مباراة سجل خلالها هدفًا واحدًا.

## روابط خارجية
- أوجو فيرانتي على موقع قاعدة بيانات كرة القدم.إي يو (الإنجليزية)
- أوجو فيرانتي على موقع ناشيونال فوتبول تيمز (الإنجليزية)
- أوجو فيرانتي على موقع عالم كرة القدم.نت (الإنجليزية)